# Miwa Kai
Miwa Kai (jap. 甲斐 美和, Kai Miwa; * um 1970) ist eine japanische Badmintonspielerin. 

## Karriere
Miwa Kai gewann 1993 ihren ersten nationalen Titel in Japan, wobei sie im Mixed mit Akihiro Imai erfolgreich war. Ein Jahr später konnten beide ihren Titel verteidigen. Bei der Badminton-Weltmeisterschaft 1995 wurde sie 17. im Damendoppel mit Haruko Matsuda.

## Sportliche Erfolge
| Saison | Veranstaltung                | Disziplin | Platz | Name                      |
| ------ | ---------------------------- | --------- | ----- | ------------------------- |
| 1993   | Japan: Einzelmeisterschaften | Mixed     | 1     | Akihiro Imai / Miwa Kai   |
| 1994   | Japan: Einzelmeisterschaften | Mixed     | 1     | Akihiro Imai / Miwa Kai   |
| 1995   | Weltmeisterschaft            | Mixed     | 17    | Haruko Matsuda / Miwa Kai |

## Referenzen
- Kyōto-fu Badminton Kyōkai: Japanische Meisterschaften (Memento vom 28. August 2007 im Internet Archive)
- Miwa Kai beim Badminton-Weltverband

| Personendaten    | Personendaten                 |
| ---------------- | ----------------------------- |
| NAME             | Kai, Miwa                     |
| ALTERNATIVNAMEN  | 甲斐美和 (japanisch)          |
| KURZBESCHREIBUNG | japanische Badmintonspielerin |
| GEBURTSDATUM     | um 1970                       |